# 루실 워드
루실 워드(Lucille Ward, 1880년 2월 25일 ~ 1952년 8월 8일)는 미국의 배우, 영화배우이다.
데이턴에서 태어났으며 데이턴에서 사망하였다.

## 영화
- 우먼 오브 더 월드 (1925년)
- 트래블링 세일즈맨 (1921년) - 배빗 부인 역